# Étienne Brûlé
Étienne Brûlé (Champigny-sur-Marne, c. 1592-Toanche, Ontario, c. junio de 1633) fue un aventurero, coureur des bois (en francés, corredor de los bosques, nombre dado a los primeros europeos comerciantes de pieles en esas regiones del Nuevo Mundo) y explorador francés que exploró Canadá durante las primeras décadas del siglo XVII. Amante de la naturaleza al aire libre, adoptó el estilo de vida de las tribus de las Primeras Naciones.

## Biografía
Étienne Brûlé nació en Champigny-sur-Marne, en Francia, y viajó a la colonia francesa de Nueva Francia en 1608.

### Vida en Nueva Francia
Trabajó realizando portages en las cataratas Rideau y fue el primer europeo en ver el sitio de la futura capital de Canadá. En el invierno de 1610, Brûlé fue enviado por Samuel de Champlain a vivir con los hurones para aprender su lengua, y Champlain, a su vez, aceptó la compañía de un joven hurón llamado Savignon. Cuando Brûlé regresó a Montreal en la primavera siguiente, era ya un intérprete calificado. Durante los siguientes veintidós años, vagó de banda en banda, creándose una reputación como perdulario y licencioso. Brûlé viajó con los hurones y su jefe (Iroquet) hasta las costas del sur de la bahía Georgian, en el lago Hurón. Allí pasó un año en su aldea, aprendiendo su idioma y costumbres. Se convirtió luego en un explorador de Champlain y reconoció gran parte de lo que hoy son las provincias canadienses de Quebec y Ontario y el estado de Míchigan.
Probablemente fue el primer europeo en ver todos los Grandes Lagos (el lago Hurón, el lago Ontario, el lago Erie, el lago Míchigan y el lago Superior), y uno de los primeros europeos en poner pie en los futuros estados de Pensilvania y Míchigan. Viajó mucho, yendo hacia el sur hasta la bahía de Chesapeake (Virginia), y al oeste hasta el sitio de Duluth (Minnesota), a orillas del lago Superior. En el camino de vuelta a Quebec, fue torturado por los iroqueses, aunque más tarde lo liberaron.
Champlain y los jesuitas franceses criticaron a menudo duramente a Brûlé por haber adoptado las costumbres de los hurones, así como su asociación con los comerciantes de pieles, que estaban al margen del control del gobierno colonial. Brûlé dejó Quebec para vivir con los nativos en la década de 1620 y se convirtió en el primer europeo en viajar a la región de lo que se denominaría luego el río St. Marys y al lago Superior. Brûlé fue más tarde confinado en Quebec durante un año, donde enseñó a los jesuitas los idiomas de los nativos. Posteriormente, fue enviado de vuelta a Europa y se le prohibió regresar a Nueva Francia. Brûlé partió luego para Inglaterra y desde allí regreso a Norteamérica en 1629, traicionando a su país cuando dirigió una fuerza inglesa liderada por los hermanos Kirke aguas abajo por el río San Lorenzo hasta la exitosa captura de la ciudad de Quebec (aunque la colonia fue devuelta a Francia en 1632). Champlain dijo de él: «Brûlé es licencioso y por lo demás depravado, siendo así un mal ejemplo para los salvajes, por lo que deberá ser severamente castigado».
Brûlé siguió viviendo con los indígenas, actuando como intérprete en sus negociaciones con los comerciantes franceses. Las circunstancias de su muerte no son claras, se pensaba que fue capturado por los senecas iroqueses en batalla y dado por muerto por su grupo hurón. Se las arregló para escapar de la muerte por tortura, pero cuando regresó a casa, los hurones no creyeron su historia y sospecharon que comerciaba con los sénecas. Tratado como un enemigo, Brûlé fue apuñalado hasta la muerte, su cuerpo fue desmembrado y sus restos fueron consumidos por los habitantes de su aldea en 1633. Sin embargo, no hay ninguna evidencia etnológica de que los hurones practicaran el canibalismo. Una explicación es que el término que usaron para informar que había sido despojado de su elevada posición fue malinterpretado, pues a veces usaban la palabra "comido" para describir a un jefe depuesto. Probablemente murió en Toanche, en la península de Penetanguishene (en Ontario), y fue enterrado por los hurones, que enterraban sólo a los que encontraban la muerte violentamente. Su asesinato parece haber sido controvertido entre ellos, porque Toanche fue abandonado poco después y luego fueron fundados Wenrio e Ihonatiria, lo que sugiere que se formó un cisma en el clan entre los que apoyaron su asesinato y los que no.